# Eimert van Middelkoop
Eimert van Middelkoop, né le 14 février 1949 à Berkel en Rodenrijs, est un homme politique néerlandais membre de l'Union chrétienne. 

## Biographie

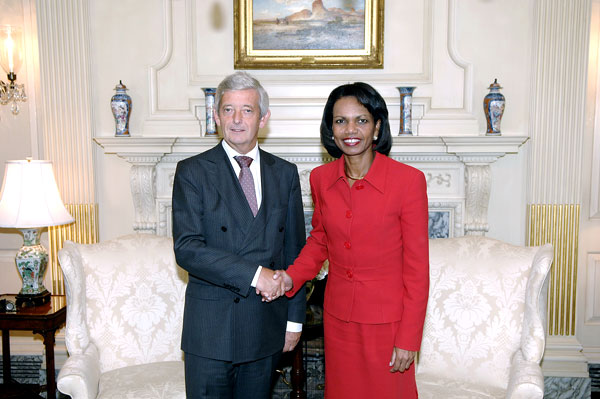
Eimert van Middelkoop avec Condoleezza Rice, le 13 septembre 2007.

Il est ministre de la Défense dans le 4e gouvernement de Jan Peter Balkenende du 22 février 2007 au 14 octobre 2010, succédant ainsi à Henk Kamp. En date du 23 février 2010, il prend également en charge le titre de ministre de l'Habitat, des Quartiers et de l'Intégration, jusqu'au 14 octobre, à la suite du départ du gouvernement du PvdA et donc d'Eberhard van der Laan.